# Kim Min-jong
Kim Min-jong (kor. 김민종, ur. 1 września 2000 w Seulu) – południowokoreański judoka, medalista olimpijski z Paryża (2024).

## Życiorys
W 2021 roku wystartował na Letnich Igrzyskach Olimpijskich 2020 w Tokio, gdzie w rywalizacji mężczyzn powyżej 100 kilogramów odpadł w drugiej rundzie z Hisayoshi Harasawą.
W 2024 roku wziął udział w Letnich Igrzyskach Olimpijskich w Paryżu, gdzie w rywalizacji mężczyzn powyżej 100 kilogramów zdobył srebrny medal, w finale przegrywając z Teddy Rinerem. W turnieju drużyn mieszanych zdobył brązowy medal.
Pięciokrotnie stawał na podium mistrzostw świata: w 2018, 2019, 2022, 2024 i 2025 roku.